# Back in the U.S.S.R.
Back in the U.S.S.R. – utwór zespołu The Beatles z roku 1968, który znalazł się na albumie The Beatles. Został napisany przez Paula McCartneya, a sygnowany jest przez spółkę Lennon/McCartney.
Utwór opisuje niekomfortowy lot z USA do Związku Radzieckiego na pokładzie brytyjskiego samolotu linii BOAC. W utworze jest mowa o wspaniałej urodzie tamtejszych kobiet, dźwięku bałałajki oraz o przyjemności z pobytu w ZSRR.
Utwór jest parodią piosenek „Back in the U.S.A.” Chucka Berry’ego oraz „California Girls” The Beach Boys.

## Twórcy
Źródło:
- Paul McCartney – wokal, pianino, gitara elektryczna, basowa, perkusja
- John Lennon – wokal wspierający, gitara elektryczna, basowa, perkusja
- George Harrison – wokal wspierający, gitara elektryczna, basowa, perkusja